# Pont de l'Orignal
Le pont de l’Orignal est un pont routier couvert en Abitibi-Témiscamingue (Québec, Canada).
Parmi les derniers ponts couverts construits au Québec, 34 l'ont été en Abitibi, et sont associés à sa colonisation. Moins de la moitié d'entre eux subsiste.  
Ce pont en bois à une voie de type ferme Town élaboré (ou québécois), modèle modifié par le ministère de la Colonisation du Québec pour le rendre encore plus économique. Il a été employé pour construire plus de 500 ponts couverts au Québec.
Construit en 1942, il a été repeint en rouge en 1983, ayant été longtemps gris. Il a été endommagé par une crue en 2002. 
La charge est de cinq tonnes. C'est le seul pont de ce type à se trouver sur une route nationale québécoise.

## Étymologie
Le nom de ce pont vient du fait que l'on voit souvent des orignaux à proximité. 